# Яремчук Яніна Сергіївна
Яніна Сергіївна Яремчук — артистка академічної хорової капели «Орея» комунального підприємства «Житомирська обласна філармонія імені Святослава Ріхтера» Житомирської обласної ради, Заслужений артист України.

## Відзнаки
- 7 березня 2017 Указом Президента України № 56/2017 Яніні Яремчук присвоєне почесне звання «Заслужений артист України»[1].
- Нагорода «Кришталева мальва» — 22 вересня 2017 року, до 80-річчя Житомирщини[2].